# Видраре
Видраре е село в Западна България. То се намира в община Правец, Софийска област.

## География
Село Видраре се намира в котловина между три внушителни разклонения на Ботевградския и Тетевенския балкан. Селото със своите живописни десет махали е свило гнездо на левия и десния бряг на река Малък Искър. Намира се на 40 км от Ботевград и Тетевен и на 80 км от центъра на София. Пътят за селото се отбива на 59-ия километър от магистрала „Хемус“. Самата котловина, в която е разположено селото, е дълга над шест километра и е широка два–три километра. Заградена е от хълмове: на запад — Венеца; на север — купеновидния масив Черни връх, възвишенията Неньова страна и Вълчовски връх; на североизток — малката планина Драгоица с връх Нишана, висок 990 м. Селото е средно на 350 метра над морското равнище. Климатът е много здравословен, определя се като умереноконтинентален, но зимата не е сурова, а лятото е прохладно. Средногодишните валежи са от 750 до 900 литра на кв. метър. Ветрове духат сравнително малко, и то главно от северозапад.
Видраре има землище с различен скален състав. Има пясъчник, глинести шисти, а поречието е от наносен материал, събран през вековете от реката и страничните долища.
От възвишенията около селото поемат началото си десетки извори, като Бинчин дол, Срядората, Петровец, Петруша и др.
Река Малък Искър е благодатен източник за хора от цялата страна, които идват във Видраре и Джурово, за да ловят риба или да си отпочинат в нейната прохлада. Горите са предимно дъбови и са пълни с плодове, гъби и дивеч.

## История
Хубавото разположение и благоприятните условия за живот са запривличали човешкото око тук от дълбока древност, но кога точно се е заселило селото е трудно да се каже. Има различни предположения, но е ясно, че тук са станували още древните траки. За това свидетелстват могилите „Света Петка“ и „Свети четиридесет мъченици“. По-късно тук е стъпил кракът на римски завоеватели. За това свидетелстват следите от стар римски път, който тук е вървял между „Ненова страна“ и могилата „Петруша“ и продължавал към Шумнене и Добревци. Този път носи името „Друма“.
На 4 км. на запад от Видраре, на пътя за с.Калугерово, на десния бряг на река Малък Искър, личат останки от разрушена крепост – Градище. Същите личат и над местността Горно селище. Основи от църква са открити в местността Брестето. Там е намерена и престолна плоча за олтар. Вероятно малка църква е имало и в полите на връх Венеца. Местността се казва Черковището. Живот е имало и в местността Имането, намираща се южно от селото. Там са открити останки от глинени съдове и първобитни стрели. Голямо доказателство за живота в района е манастирът „Свети Николай Чудотворец“. Построен на десния бряг на реката през XVI век и разрушен в 1801 година от кърджалии. Петима от калугерите били удавени в близкия вир, който се именува Калугеровец. Останалият жив калугер е намерил приют в Етрополския манастир „Света Троица“. Там той занесъл стари книги, включително и опис на манастирските имоти. Те са започвали от моста под селото и стигали до Кесарската воденица. Манастирът е възобновен 1898 година от местния родолюбец Марин Лалов във формата на параклис. Освен манастира, от 1834 г. тук има и църква „Света Параскева“, която в началото е изцяло иззидана само от камък. Иконостасът, арктиката, олтарът и сводът на храма издават една изящна архитектура. Буди любопитство и художествената живопис, която обхваща стените, прозорците и големия свод на църквата. За да стигне до наше време и в днешния си вид църквата е преправяна няколко пъти.
През декември 1869 г. воден от Васил Йонков от с. Гложене Тетевенско в селото идва Левски. Тук той се среща със своя приятел от младежките си години учителя от гр. Сопот Илия Костов Гюндузов. Тази среща подпомага тайната му мисия, но основаването на комитета в селото е станало на следващата година при втората обиколка. Вутьо поп Савов пише за станалата среща: „Една вечер в кафенето на Фильо поп Петров, дойде един търговец облечен хубаво с потури и фес и ни каза, че купува добитък. След което разбрахме, че това е бил дяконът Левски. Когато основахме комитета, аз бях там. Бяхме всичко 15 – 16 души. Дяконът постави пищова и камата на масата, а ние ги целунахме и се заклехме да пазим тайна.“ Тайното име под което да се прикрива комитета, дадено от Левски е било „Хасан Касан“. Комитета стигнал 40 члена и разполагал с 200 пушки. Списъкът с имената на членовете в комитета и другите комитетски книжа са унищожени след фаталната постъпка на Димитър Общи – обира на орханийската хазна в прохода Арабаконак, извършен на 22 септември 1872 г. По тази причина не всички имена са известни. Знае се за братята Иван и Вутьо Ветови, братята Фильо и Йосиф поп Петрови, Вутьо Пелов, свещеник Георги Даков Тутмаников, Илия Гюндузов и Васил Пупешков, които са осъдени на заточение в Диарбекир. Знае се и за Тоно Бенчев Баков (Пейкин) от махалата Смолевица, който е бил баджанак на Йосиф поп Петров и на младини е бил ратай в стопанството на чорбаджи Патю поп Петров във Видраре. Тъй като е ликвидирал един турски кадия се е преселил в село Петревене преди Руско-турската война (1877/78), където създава рода на Тоновците. Предполага се, че членове на комитета са били и Вутьо поп Савов, Вутьо поп Иванов, Стойко Добрешков, Найден Вълков, Йото Ботев. Заточениците прекарват в Диарбекир повече от 3 години. Връщат се във Видраре по време на Освобождението и доживяват старини и оставят многобройна челяд. В боевете на Шипка се проявили местните опълченци: Васил Вутов, Димитър Василев, Васил Павлов, Димитър Вутов, Васил Симов, Коста Бочев, Стефан Добрев и Павел Йотов.
На 1 януари 1848 г. в село Видраре е открито класно училище с пръв учител баба Тола. Малко преди Освобождението в 1875 г. училището има 260 възпитаника, от които 220 момчета и 40 момичета. Това е най-многолюдното училище в този край.
В периода 1891 – 1893 г. по стопански начин е построено новото училище, а през септември 1908 г. е открита и пълна прогимназия. За културното издигане на селото допринася и местното читалище „Развитие“. Основано е по инициатива на местната интелигенция на 9 март 1898 година.
Библиотеката е създадена 1898 година с библиотекар Пело Вутев.
От 1901 г. в селото съществува Македоно-одринско дружество.
При избухването на Балканската война в 1912 година 4 души от Видраре са доброволци в Македоно-одринското опълчение.
През 1986 година в читалищната сграда възниква пожар и е унищожен 12 хиляди тома книжен фонд, възстановяването на който започва 1990 г. с дарителски акции.
Здравен участък в селото има от 1950 г. До 1963 г. в селото е имало родилно отделение.
От 1950 г. част от сградата на болницата е преотстъпена за „Дом за деца с тежки телесни недъзи“. Домът е с капацитет 120 деца. В дома работят местни кадри.

## Религии
Към 1893 година в селото са живели 73 помаци.

## Личности
Родени във Видраре
- Павел Поппетров – Патю Чорбаджи (1825 – 1893), виден български чорбаджия, депутат в Учредителното народно събрание, в Първото велико народно събрание и в Първото и Второто обикновено народно събрание; един от създателите на град Ботевград (Орхание);
- Филип Поппетров (1828 – 1892), български търговец и революционер, деец на ВРО и съратник на Васил Левски; диарбекирски заточеник;
- Йосиф Поппетров (1835 – 1907), български търговец и революционер, деец на ВРО и съратник на Васил Левски; председател и касиер на революционния комитет във Видраре; диарбекирски заточеник;
- Тодор Иванов (? – 1900), български революционер, деец на ВМОРО
- Андрей Цанов (1842 – 1933), български просветен деец, създател на Българското евангелско дружество, публицист, общественик
- Димитър Василев (1843 – ?), опълченец от V дружина през Руско-турската освободителна война; преселва се в с. Петревене след Освобождението;
- Найден Василев, опълченец от Руско-турската освободителна война; преселва се в с. Петревене след Освобождението;
- Зафир Младенов (1850 – ?), български просветен деец
- Васил (Вутьо) Павлов, опълченец от Руско-турската освободителна война;
- Васил Симов (Вутьо Семков), опълченец от XI дружина през Руско-турската освободителна война;
- Димитър (Мико) Нанов (? – 1917), опълченец от I дружина през Руско-турската освободителна война; ранен в левия крак;
- Стоян В. Цанов (1865 – 1950), български и американски общественик и публицист, един от първите радетели за детски площадки в САЩ;
- Никола Иванов (1862 – ?), бозаджия, македоно-одрински опълченец, Втора рота на Девета велешка дружина II;[5]
- Георги В. Банчев (1878 – ?), македоно-одрински опълченец, Втора рота на Девета велешка дружина II;[6]
- Петко Томов, македоно-одрински опълченец,[7]
- Лило Стоев (1881 – 1904), български революционер от ВМОРО, четник на Атанас Бабата[8]
- Иван Василев Петров (1887 – 1945), български общественик, юрист и народен представител, близък сподвижник на Димитър Пешев и един от главните участници в акцията по спасяването на българските евреи, осъден на смърт от т. нар. „Народния съд“;
- Найден Патев Поппетров (1888 – 1943), писател, общественик, историк, деец на Демократическата партия, народен представител и сподвижник на Тодор Александров;
- Вельо Иванов (1894 – ?), македоно-одрински опълченец, Инженерно-техническа част;[9]
- Найден Стефанов Петков (1918 – 1989), виден български живописец; народен художник (1972);
- Пенка Маринова (р. 1952 г.), член на ВСС
- Станка Цекова, образцов учител в Първа прогимназия, Плевен, авторка на учебници по математика, първата жена в България, издала самостоятелно учебник, наградена с орден „Кирил и Методи“ първа степен.